# Spun (sedia)
Spun è una seduta rotante progettata dal designer inglese Thomas Heatherwick.
Inizialmente progettata e prodotta in metallo in serie limitata, successivamente è stata creata una versione in polietilene stampato in rotazionale in collaborazione con Magis. 
Quando la sedia è in posizione verticale assume una dimensione statuaria, quando invece viene spostata dal suo baricentro si tramuta in una seduta dinamica rotante.

## Riconoscimenti
Nel 2014 Spun è stata premiata con il compasso d'oro dell'ADI, uno dei più prestigiosi riconoscimenti in ambito di design a livello internazionale. 
Protagonista di molte opere e libri, trova spazio in musei di tutto il mondo come la Collezione Storica Compasso D’oro a Milano, il Museum für Kunst und Gewerbe di Amburgo e il Die Neue Sammlung di Monaco.